# Georges Bardet
Pour les articles homonymes, voir Bardet.
Georges Louis Bardet, né le 8 septembre 1885 dans le 6e arrondissement de Paris et mort le 24 décembre 1966 à La Roche-Posay (Vienne),  est un médecin français. 
Il est connu pour sa description d'une maladie génétique rare, description qui fait l'objet de sa thèse de doctorat  à l'Université de Paris en 1920. Il y détaille un syndrome (maladie dont les symptômes se présentent de façon constante et dont la cause n’est pas élucidée) dont les caractéristiques sont l'obésité, la rétinite pigmentaire, la polydactylie et de l'hypogonadisme. En 1923, ce même syndrome sera décrit par le pathologiste et endocrinologue hongrois Artur Biedl (de).  Il prendra le nom de syndrome de Bardet-Biedl.
Georges Bardet a également écrit, en 1923, un mémoire sur les iodobismuthates alcaloïdiques, ainsi qu'un ouvrage sur La Roche-Posay-les-Bains.
Georges Bardet est l'oncle de Jean Bardet, le fondateur des Éditions du Seuil.